# Vesna
A Vesna egy cseh együttes, amely 2016-ban alakult Prágában. Ők képviselték Csehországot a 2023-as Eurovíziós Dalfesztiválon Liverpoolban, a My Sister’s Crown című dallal, ahol a tizedik helyen végeztek.

## Történet
Az együttest 2016-ban Patricie Fuxová alapította. A konzervatóriumi tanulmányai során támadt az ötlet, hogy alapítson egy kizárólag nőkből álló együttest, amely a nőiességet és a szlávizmust ünnepelné. Vele együtt a Vesnát kezdetben Bára Šůstková hegedűművész, Andrea Šulcová fuvolaművész és Tanita Yankovová alapította, akikkel a prágai Jaroslav Ježek Konzervatóriumban ismerkedett meg.
Az első kiadott kislemezük a tél és a halál istennőjéről elnevezett Morana volt, amelyet a Cseh Nemzeti Szimfonikus Zenekarral közösen vettek fel. További kislemezek a Mokoš, a Vesna és a Živa voltak, amelyeket az ősz, a tavasz és a nyár istennőiről neveztek el. 2018-ban Šulcová és Yankovová kilépett az együttesből, akiket Olesya Ochepovská zongoraművész és Markéta Vedralová dobos váltott fel. Novemberben jelent meg első stúdióalbumuk, a Pátá Bohyně tizenhárom dallal. 2019 őszén Csehországban és Szlovákiában klubturnéztak, aminek a #MyaVy nevet adták.
2020 októberében jelent meg második stúdióalbumuk, az Anima, ami tizenegy dalt foglal magában. Az albumon a banda az állati archetípusokra, az éjszakai égbolt szimbolikájára, a női testre, az önészlelésre vagy a férfi-női világ egyensúlyozására helyezte a hangsúlyt. 2023. január 16-án a Česká Televize bejelentette, hogy az együttes egyike annak az öt előadónak akik bejutottak a Eurovision Song CZ nevű cseh eurovíziós nemzeti döntőbe. Versenydaluk, a My Sister’s Crown január 30-án jelent meg, amely a február 7-én kihirdetett eredmények szerint megnyerte a válogatót, így ők képviselhetik Csehországot a 2023-as Eurovíziós Dalfesztiválon Liverpoolban. Először a május 9-én rendezett első elődöntőben versenyeztek, ahonnan továbbjutottak a május 13-i döntőbe és a tizedik helyen végeztek.

## Tagok
- Bára Šůstková – vokál, hegedű
- Olesya Ochepovská – billentyű
- Markéta Vedralová – dob
- Patricie Fuxová – vokál
- Tanita Yankovová
- Tereza Čepková – basszusgitár

### Korábbi tagok
- Andrea Šulcová

## Diszkográfia

### Stúdióalbumok
- Pátá bohyně (2018)
- Anima (2020)

### Kislemezek
- Kytička (2017)
- Nezapomeň (2019)
- Voda (2020)
- Downside (2020)
- Vlčí oči (2020)
- Pomiluj mě (2022)
- Love Me (2022)
- Забудь её (2022)
- My Sister’s Crown (2023)
- Hey mami (2023)

### Közreműködések
- Světlonoš (Terezie Kovalová, 2017)
- Láska z Kateřinic (Vojtech Dyk, 2018)
- Bílá laň (Věra Martinová, 2019)
- Vse stoji (Ne dojamem) (Thomas March Collective, 2021)